# The Redeeming Sin (film 1925)
The Redeeming Sin è un film muto del 1925 diretto da J. Stuart Blackton. La sceneggiatura di Marian Constance Blackton (figlia del regista, che appare nei credit con il nome di Marian Constance) si basava sull'omonimo racconto di L. V. Jefferson di cui non si conosce data certa di pubblicazione. Prodotto dalla Vitagraph Company of America, il film aveva come interpreti Nazimova, Carl Miller, Lou Tellegen, Otis Harlan, Rosita Marstini, William R. Dunn, Rose Tapley.

## Trama
A Parigi, Joan, una ballerina che lavora come danzatrice apache in un locale notturno, conosce Paul Dubois, uno scultore da cui la divide un abisso sociale perché lui appartiene a una famiglia aristocratica mentre lei è nata e vive nei bassifondi. Innamorata, gli chiede di aiutarla a cambiare vita. Diventata ora una vera signora, la donna riesce a farsi amare da lui. Ma, quando un giorno lo vede in compagnia di un'altra, la gelosia prende il sopravvento, facendola diventare una vera tigre. Per vendicarsi del tradimento, chiede a Lupin, il capo di una banda di ladri, di rubare una collana che appartiene alla madre di Paul e di uccidere l'uomo che l'ha ingannata. Paul viene ferito, pugnalato dai criminali che riescono a prendere anche il prezioso filo di perle della signora Dubois. Joan, però, cade presto preda della disperazione scoprendo che la donna che lei ha visto insieme a Paul non era altri che la sorella di lui. Pentita, ordina a Lupin di restituire le perle. Quando rivede Paul in chiesa, i due amanti si riuniscono.

## Produzione
Le riprese del film, prodotto dalla Vitagraph Company of America, iniziarono l'8 ottobre 1924. Come titoli di lavorazione, prima che il film diventasse definitivamente The Redeeming Sin, si usarono quelli di The Pearls of the Madonna e Let's Make Whoopee.

## Distribuzione
Il copyright del film, richiesto dalla Warner Bros. Pictures, Inc., fu registrato il 10 gennaio 1925 con il numero LP21013. Distribuito dalla Vitagraph Company of America e presentato in prima a New York il 19 gennaio 1925, il film uscì nelle sale statunitensi il 25 gennaio.
Sebbene il film fosse protetto da copyright della Warner Bros., le pubblicità e le recensioni riportavano come distributore la Vitagraph. Secondo fonti dell'epoca, la Warner Bros. concluse un accordo per l'acquisto definitivo di Vitagraph il 22 aprile 1925. La Warner rifece il film nel 1928, producendo The Redeeming Sin, versione semi-sonora distribuita nel 1929 che aveva come protagonisti Dolores Costello e Conrad Nagel.

### Conservazione
Non si conoscono copie ancora esistenti della pellicola che viene considerata presumibilmente perduta.